# Мішел Тело
Мішел Тело (порт. Michel Teló; нар. 21 січня 1981, Медіанейра, Парана, Бразилія) — бразильський співак і композитор. Перед тим, як обрати сольну кар'єру, він грав у кількох музичних гуртах, найвідомішим з яких був Grupo Tradição. Найбільшу популярність отримав завдяки хіту «Ai se eu te pego!» — № 1 в більшості країн Європи та Латинської Америки, який має понад 900 мільйонів переглядів на сайті YouTube.

## Біографія
Мішель Тело народився 21 січня 1981 року у місті Медіанейра, Бразилія. З ранніх років Тело присвятив своє життя музиці. Уперше він виступив на сцені в шестирічному віці, заспівавши пісню Роберто Карлоса разом із шкільним хором. Ще більше зацікавлення музикою у нього з'явилось у 10-тирічному віці, коли його батько подарував йому акордеон. У віці 12 років, при заохоченні з боку сусідів, шкільних друзів і його братів, він сформував молоду групу «Гурі», яка грала народну музику, а сам був вокалістом групи. Крім захоплення гармошкою, Тело брав уроки гри на фортепіано протягом п'яти років; також був танцюристом і грав на акордеоні, гармошці і гітарі.

## Музична кар'єра

### У складі«Grupo Tradição»
У 1997 році, коли Тело було всього 16 років, його запрошено в групу «Grupo Tradição». Він був головним вокалістом колективу протягом одинадцяти років — аж до 2008 року. Найвідомішими піснями, які він виконував під час перебування в групі є «Barquinho», «O Caldeirão», «Pra Sempre Minha Vida», «A Brasileira» і «Eu Quero Você». Оскільки він був ключовою фігурою колективу, після його виходу з групи у 2008 році, вона фактично розпалася.

### Сольна кар'єра

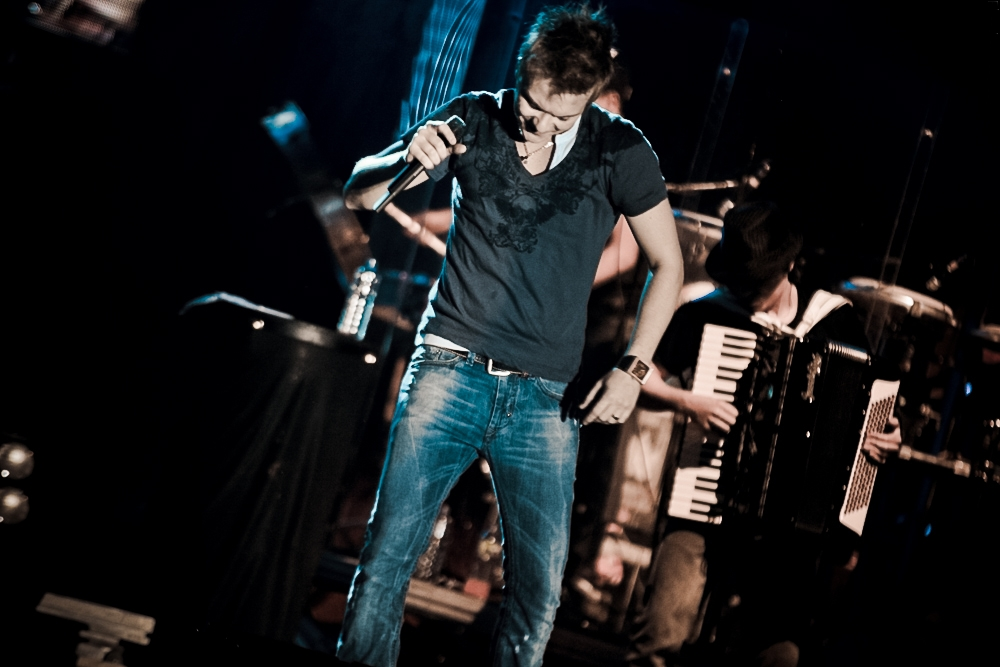
Живий виступ під час концертного туру

У 2009 році бразильський лейбл Som Livre видав альбом Balada Sertaneja, продюсером якого виступив Іван Міазато. Він містив два сингли: : «Ei, psiu! Beijo me liga», що мав великий комерційний успіх, та «Amanhã sei lá». Вихід концертного альбому Мішела Тело Ao Vivo став ще більшим успіхом, дозволивши йому отримати золотий диск. Кульмінацією став великий концерт 16 вересня 2011 року, де, як повідомлялося, було близько 50 тис. глядачів. Окрім Тело на ньому також виступав Жоао Боско. На концертному турі Мішела «Fugidinha Tour» побувало близько 17 мільйонів осіб і він, як повідомляється, завдяки цьому заробив $ 18 мільйонів доларів в 2011 році.

### Ai se eu te pego!
Найбільш відомим хітом співака є пісня «Ai se eu te pego!», яка отримала близько 500 мільйонів переглядів на сайті YouTube. Її популярність зростала також завдяки використанню танцювальних рухів у поєднанні з мелодією під час святкування забитого голу. Свого часу під неї танцювали такі футболісти як Неймар (Сантус), Марсело і Кріштіану Роналду (Реал Мадрид), гравці грецького Панатінаїкоса та багато інших.
Сам Мішел Тело є пристрасним прихильником бразильської футбольної команди Греміо.

## Дискографія

### Альбоми
- 2009: Balada Sertaneja

Концертні альбоми
- 2010: Michel Teló — Ao Vivo
- 2011: Michel na Balada

### Сингли
- 2009: «Ei, psiu! Beijo me liga»
- 2010: «Amanhã sei lá»
- 2010: «Fugidinha»
- 2011: «Se intrometeu»
- 2011: «Larga de Bobeira»
- 2011: «Ai se eu te pego!» / «Oh, If I Catch You!»
- 2011: «Humilde Residência»
- 2011: «Eu Te Amo e Open Bar»

Інше
- 2010: «Alô» (Léo & Junior feat. Michel Teló)
- 2011: «Vamo Mexê» (Bruninho & Davi feat. Michel Teló)
- 2011: «Desce do Salto» (Marcos & Belutti feat. Michel Teló)
- 2012: «Se Quer a Verdade» (Dáblio Moreira feat. Michel Teló)